# Leoš Čermák
Leoš Čermák (* 13. března 1978 Třebíč) je bývalý český hokejový útočník.

## Hráčská kariéra
S hokejem začínal v Třebíči, kde si poprvé zahrál 1. ligu v letech 1997–2000. V HC Slavia Praha strávil 2 sezony (2000–02) a po 32 zápasech byl vyměněn za Josefa Štrauba do HC Vítkovice Steel, kde dohrál sezonu. Na novou sezonu 2002/03 odešel z extraligy a zkusil si zahrát Superligu za tým HK Sibir Novosibirsk, kde odehrál 1 sezonu. Na další sezonu 2003/04 se vrátil do Slávie, ale ještě na začátku sezony byl vyměněn do týmu Bílí Tygři Liberec za Radoslava Kropáče. V Liberci zůstal 3 sezony (2003–2006), ale v poslední sezóně utrpěl velká zranění – nejprve zranění ramene a později zranění oka. Když po zranění přestoupil na hostování s Martinem Hlavačkou zpátky do Slávie, kde odehrál 22 zápasů, pak se vrátil zpět do Liberce.
V Liberci hrál až do sezony 2007/08, kdy na další sezonu 2008/09 přestoupil do KHL do týmu Salavat Julajev Ufa, kde podepsal jednoletou smlouvu. S týmem si také zahrál v Lize mistrů. Po skončení smlouvy přestoupil do týmu, kde působil před 7 lety HK Sibir Novosibirsk. Zde odehrál jednu sezonu. V nové sezoně 2009/10 měl hrát v Sokole Kyjev, jenže klub měl potíže se stadionem a tak hrozilo, že Kyjev si nezahraje v KHL. Proto podepsal smlouvu na 1 rok s týmem Torpedo Nižnij Novgorod. Před koncem sezóny 2010/11 se zranil a musel tak sezónu předčasně ukončit. Před sezónou 2011/12 podepsal tříletou smlouvu s Kometou Brno hrající v české extralize. Smlouvu později dále prodloužil, k dubnu 2018 byl kapitánem tohoto týmu.
Dne 2. července 2019 ukončil svojí hráčskou kariéru. V Kometě dále zůstává, ale na pozici manažera pro hráčský rozvoj.

## Ocenění a úspěchy
- 2001 ČHL – Nejtrestanější hráč v playoff
- 2012 ČHL – Nejtrestanější hráč v playoff

## Prvenství
- Debut v ČHL - 8. září 2000 (HC Slovnaft Vsetín proti HC Slavia Praha)
- První gól v ČHL - 9. září 2000 (HC Slavia Praha proti HC Becherovka Karlovy Vary, českému brankáři Petru Fraňkovi)
- První asistence v ČHL - 6. října 2000 (HC Slavia Praha proti HC Oceláři Třinec)
- První hattrick v ČHL - 21. listopadu 2006 (HC Slavia Praha proti HC Rabat Kladno)

## Klubová statistika
| Sezóna          | Klub                     | Soutěž          |     | Základní část | Základní část | Základní část | Základní část | Základní část |    | Play off | Play off | Play off | Play off | Play off |
| Sezóna          | Klub                     | Soutěž          | Z   | G             | A             | B             | TM            | Z             | G  | A        | B        | TM       |          |          |
| 1997/98         | SK Horácká Slavia Třebíč | 1.ČHL           | 15  | 0             | 0             | 0             | —             | —             | —  | —        | —        | —        |          |          |
| 1998/99         | SK Horácká Slavia Třebíč | 1.ČHL           | 49  | 17            | 7             | 24            | 116           | —             | —  | —        | —        | —        |          |          |
| 1999/00         | SK Horácká Slavia Třebíč | 1.ČHL           | 33  | 12            | 15            | 27            | 52            | 5             | 3  | 2        | 5        | 6        |          |          |
| 2000/01         | HC Slavia Praha          | ČHL             | 47  | 11            | 13            | 24            | 40            | 11            | 2  | 1        | 3        | 49       |          |          |
| 2001/02         | HC Slavia Praha          | ČHL             | 32  | 5             | 6             | 11            | 63            | —             | —  | —        | —        | —        |          |          |
| 2001/02         | HC Vítkovice Steel       | ČHL             | 14  | 7             | 4             | 11            | 39            | 13            | 5  | 1        | 6        | 14       |          |          |
| 2002/03         | HK Sibir Novosibirsk     | RSL             | 47  | 11            | 9             | 20            | 105           | —             | —  | —        | —        | —        |          |          |
| 2003/04         | Bílí Tygři Liberec       | ČHL             | 32  | 9             | 9             | 18            | 72            | —             | —  | —        | —        | —        |          |          |
| 2004/05         | Bílí Tygři Liberec       | ČHL             | 43  | 14            | 11            | 25            | 84            | 9             | 3  | 4        | 7        | 10       |          |          |
| 2005/06         | Bílí Tygři Liberec       | ČHL             | 29  | 6             | 9             | 15            | 56            | 5             | 0  | 0        | 0        | 8        |          |          |
| 2005/06         | SK Horácká Slavia Třebíč | 1.ČHL           | 2   | 2             | 0             | 2             | 0             | —             | —  | —        | —        | —        |          |          |
| 2006/07         | HC Slavia Praha          | ČHL             | 22  | 7             | 7             | 14            | 34            | —             | —  | —        | —        | —        |          |          |
| 2006/07         | Bílí Tygři Liberec       | ČHL             | 24  | 8             | 7             | 15            | 48            | —             | —  | —        | —        | —        |          |          |
| 2007/08         | Bílí Tygři Liberec       | ČHL             | 40  | 20            | 9             | 29            | 85            | 11            | 7  | 4        | 11       | 12       |          |          |
| 2008/09         | Salavat Julajev Ufa      | KHL             | 43  | 9             | 9             | 18            | 89            | 3             | 0  | 0        | 0        | 0        |          |          |
| 2009/10         | HK Sibir Novosibirsk     | KHL             | 51  | 13            | 14            | 27            | 118           | —             | —  | —        | —        | —        |          |          |
| 2010/11         | Torpedo Nižnij Novgorod  | KHL             | 39  | 3             | 6             | 9             | 54            | —             | —  | —        | —        | —        |          |          |
| 2011/12         | HC Kometa Brno           | ČHL             | 52  | 18            | 15            | 33            | 84            | 20            | 5  | 10       | 15       | 52       |          |          |
| 2012/13         | HC Kometa Brno           | ČHL             | 49  | 9             | 19            | 28            | 88            | 5             | 2  | 1        | 3        | 10       |          |          |
| 2013/14         | HC Kometa Brno           | ČHL             | 43  | 5             | 18            | 23            | 74            | 18            | 1  | 3        | 4        | 18       |          |          |
| 2014/15         | HC Kometa Brno           | ČHL             | 48  | 9             | 8             | 17            | 114           | 12            | 2  | 4        | 6        | 20       |          |          |
| 2015/16         | HC Kometa Brno           | ČHL             | 40  | 10            | 7             | 17            | 64            | 4             | 2  | 0        | 2        | 20       |          |          |
| 2016/17         | HC Kometa Brno           | ČHL             | 50  | 11            | 12            | 23            | 83            | 12            | 0  | 2        | 2        | 10       |          |          |
| 2017/18         | HC Kometa Brno           | ČHL             | 44  | 6             | 4             | 10            | 22            | 14            | 1  | 5        | 6        | 22       |          |          |
| 2018/19         | HC Kometa Brno           | ČHL             | 50  | 8             | 8             | 16            | 66            | 10            | 0  | 1        | 1        | 8        |          |          |
| Celkem v ČHL    | Celkem v ČHL             | Celkem v ČHL    | 659 | 163           | 166           | 329           | 1116          | 144           | 30 | 36       | 66       | 253      |          |          |
| Celkem v KHL    | Celkem v KHL             | Celkem v KHL    | 133 | 25            | 29            | 54            | 261           | 3             | 0  | 0        | 0        | 0        |          |          |
| Celkem v 1. ČHL | Celkem v 1. ČHL          | Celkem v 1. ČHL | 99  | 31            | 22            | 53            | 168           | 5             | 3  | 2        | 5        | 6        |          |          |
| Celkem v RSL    | Celkem v RSL             | Celkem v RSL    | 47  | 11            | 9             | 20            | 105           | 0             | 0  | 0        | 0        | 0        |          |          |

## Turnaje
| Rok                   | Tým                   | Liga                  | Z  | G | A | B | TM |
| --------------------- | --------------------- | --------------------- | -- | - | - | - | -- |
| 2000                  | HC Slavia Praha       | Zepter Cup            | 1  | 0 | 0 | 0 | 0  |
| 2001                  | HC Slavia Praha       | Tipsport Cup          | 6  | 0 | 1 | 1 | 16 |
| 2003                  | HC Slavia Praha       | Tipsport Cup          | 5  | 1 | 0 | 1 | 6  |
| 2007                  | Bílí Tygři Liberec    | Tipsport Cup          | 4  | 1 | 1 | 2 | 6  |
| 2008/2009             | Salavat Julajev Ufa   | Liga mistrů           | 6  | 2 | 1 | 3 | 4  |
| Celkem v Tipsport Cup | Celkem v Tipsport Cup | Celkem v Tipsport Cup | 16 | 2 | 2 | 4 | 28 |

## Reprezentace
| Rok           | Tým           | Soutěž        | Z  | G | A | B | TM |
| ------------- | ------------- | ------------- | -- | - | - | - | -- |
| 2007          | Česko         | EHT           | 6  | 0 | 0 | 0 | 8  |
| 2008          | Česko         | EHT           | 9  | 2 | 3 | 5 | 2  |
| 2009          | Česko         | EHT           | 9  | 1 | 2 | 3 | 16 |
| Celkem na EHT | Celkem na EHT | Celkem na EHT | 24 | 3 | 5 | 8 | 26 |